# 王昇 (景泰進士)
王昇（1421年—？），字起東，順天府密雲縣人，民籍，明朝政治人物。同進士出身。

## 生平
順天府鄉試第八十六名。景泰五年（1454年）甲戌科會試第三百三名，殿試登進士第三甲第一百一十四名。

## 家族
曾祖父王勉。祖父王綱。父亲王俊。